# Zemská silnice B303

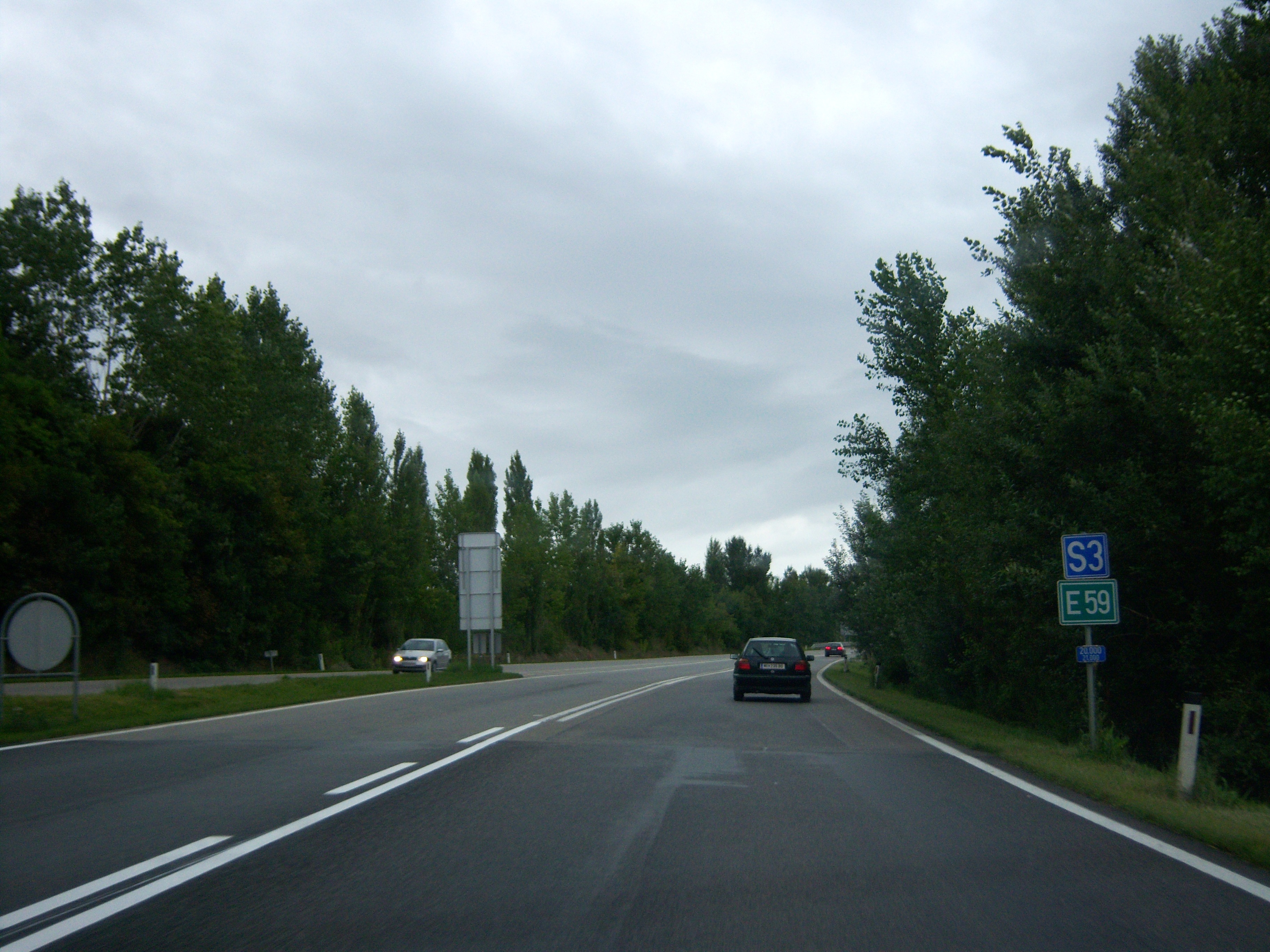
Přechod z B303 na S3 - u města Hollabrunn

Zemská silnice Weinviertler Straße B303 je společně s rychlostní silnicí S3 a dálnicí A22 důležitou spojnicí Vídně přes západní Weinviertl s českými hranicemi u Znojma.
Silnice se jmenuje Weinviertler Straße podle toho, že prochází částí vinařské oblasti, nazývané Weinviertl. Její délka je zhruba 25,5 km. Je částí evropské silnice E59.

## Popis
B303 je pokračováním rychlostní silnice S3. Začíná výjezdem z S3 na křižovatce jižně od města Hollabrunn, u jeho místní části Raschala. Silnice směřuje na sever a končí na hranici Rakouska s Českou republikou na hraničním přechodu Kleinhaugsdorf – Hatě.
| km   | Místo                      | Popis                                                          | m n. m. |
| ---- | -------------------------- | -------------------------------------------------------------- | ------- |
| 0    | Hollabrunn-Süd             | Rychlostní silnice S3 – se mění na silnici B303                | 240     |
| 1,0  |                            | most nad železniční tratí                                      | 228     |
| 1,4  | Hollabrunn-Mitte           | odbočka vpravo do města                                        | 230     |
| 4,6  | Hollabrunn-Nord            | odbočka vpravo do města, na silnici Mistelbacher Straße B40    | 240     |
| 5,1  | Suttenbrunn                | průjezd obcí                                                   | 242     |
| 7,2  | Schöngrabern               | průjezd obcí – vlevo odbočka na silnici Waldviertler Straße B2 | 245     |
| 10,5 | Grund                      | průjezd obcí                                                   | 233     |
| 12,2 | Grund – Bahnhof            | úrovňový železniční přejezd trati Nordwestbahn                 | 248     |
| 12,5 | Guntersdorf                | průjezd obcí – vpravo čerpací stanice PHM                      | 248     |
| 13,1 | Guntersdorf                | v obci vlevo počátek silnice Thayatal Straße B30               | 244     |
| 19,8 | Jetzelsdorf                | křižovatka se zemskou silnicí Pulkautal Straße B45             | 209     |
| 20,0 |                            | úrovňový železniční přejezd trati Pulkautalbahn                | 204     |
| 25,3 | Kleinhaugsdorf             | průjezd obcí                                                   | 234     |
| 25,5 | hraniční přechod z A do CZ | konec silnice B303 – navazuje silnice I/38 v CZ                | 233     |

Poznámka: v tabulce uvedené kilometry a nadmořské výšky jsou přibližné.